# Ingemar Erlandsson
Bo Ingemar Erlandsson, född 16 november 1957 i Glimåkra, Skåne, död 9 augusti 2022, var en svensk fotbollsspelare (vänsterback, och även mittfältare de sista säsongerna i Malmö FF). Han spelade 69 A-landskamper för Sverige och var även lagkapten.

## Biografi
Erlandsson var som ung även lovande ishockeyspelare och spelade för Skåne i TV-pucken och spelade även bandy. Som 18-årig anfallare kom han till Malmö FF från Glimåkra. I Glimåkra hade han då avancerat till juniorlandslaget. A-lagsdebuten för Malmö ägde rum den 6 mars 1976 mot danska B93. Debuten i allsvenskan blev ett inhopp mot IFK Norrköping 24 oktober samma år. Under tränaren Bob Houghton skolades han om från anfallare till vänsterback. Han blev svensk mästare 1977 och var med i det MFF-lag som nådde finalen i Europacupen för mästarlag 1979. Ingemar Erlandsson mottog, som medlem av Malmö FF, kopia av Svenska Dagbladets guldmedalj 1979.
Den 4 april 1978 debuterade han i det svenska landslaget mot Östtyskland och togs ut till VM i Argentina samma år, där han startade som vänsterback i alla tre gruppspelsmatcherna. Han gjorde 69 A-landskamper och var även lagkapten. 1983 blev han istället högerback i landslaget när Stig Fredriksson tog över försvarsplatsen åt vänster. Sista landskampen för Erlandsson blev i 2-1-förlusten i VM-kvalmatchen mot Tjeckoslovakien i Prag 16 oktober 1985, då det stod klart att Sverige missade ännu ett stort mästerskap.
När Roy Hodgson tog över som tränare i Malmö 1985 omskolades Erlandsson från vänsterback till innermittfältare, och blev återigen svensk mästare 1986. Erlandssons sista match med Malmö FF blev i 2-1-segern mot IFK Göteborg 31 oktober 1987 i allsvenskans slutspelsmatch.
Erlandsson utbildade sig under fotbollskarriären till civilekonom och arbetade i Glimek som hans far startat 1948. Bolaget som tillverkade utrustning för bagerier köptes upp av Sveba Dahlen 1998 och Erlandsson arbetade fortsatt i bolaget, bland annat som 
försäljningschef och marknads- och exportchef.
Erlandsson valdes in i Malmö FF:s styrelse 1988 och satt i styrelsen under 23 år och senare i valberedningen.  Ingemar Erlandsson är begraven på Hallaröds kyrkogård.